# آيت الطالب القرية (اكوت العرب)
آيت الطالب القرية هو دُوَّار يقع بجماعة آيت الطالب، إقليم الرحامنة، جهة مراكش آسفي في المملكة المغربية. ينتمي الدوّار لمشيخة اكوت العرب التي تضم 20 دواوير. يقدر عدد سكانه بـ 182 نسمة حسب الإحصاء الرسمي للسكان والسكنى لسنة 2004.

## وصلات خارجية
- البوابة الوطنية للجماعات الترابية
- المندوبية السامية للتخطيط